# Zoé Félix
Zoé Félix (7 de maio de 1977) é uma atriz francesa.